# Erebia aequalis
Erebia aequalis är en fjärilsart som beskrevs av B.C.S Warren 1936. Erebia aequalis ingår i släktet Erebia och familjen praktfjärilar. Inga underarter finns listade i Catalogue of Life.